# TPT1-AS1
TPT1-AS1‏ (None) هوَ بروتين يُشَفر بواسطة جين TPT1-AS1 في الإنسان.